# Jerne
Jerne er en bydel i Esbjerg, beliggende 4 km nordøst for Esbjerg Centrum Indbyggertallet i Jerne Sogn er 10.366 (2014). Jerne ligger i Jerne Sogn og hører til Esbjerg Kommune. I bydelen findes Jerne Station, Jerne Kirke, Jerne Kro og Idrætsforeningen Jerne IF.